# Stade Pelé de Kigali
 (juillet 2025).
Le stade Pelé de Kigali, communément appelé stade régional de Nyamirambo, est un stade polyvalent situé dans le quartier de Nyamirambo à Kigali, au Rwanda. Il accueille principalement des matchs de football et accueille plusieurs équipes (clubs) de la Premier League rwandaise, dont l'APR FC et Rayon Sports.
Il dispose d'une surface en gazon artificiel et peut accueillir 22 000 spectateurs. Le stade a été jugé inapte à accueillir des matchs internationaux en 2021 par la Confédération africaine de football et a subi une rénovation qui a débuté en janvier 2023 avant le 73e Congrès de la FIFA, organisé par Kigali. Il a rouvert le 15 mars 2023 et a été rebaptisé en l'honneur du défunt footballeur brésilien Pelé par le président rwandais Paul Kagame et le président de la FIFA Gianni Infantino.
En 1998, le stade a été utilisé pour les exécutions publiques de quatre individus reconnus coupables d'implication dans le génocide rwandais, dont Froduald Karamira.